# 隆額直口非鯽
隆額直口非鯽，為輻鰭魚綱鱸形目隆頭魚亞目慈鯛科的其中一種，被IUCN列為瀕危保育類動物，分布於非洲蒲隆地Malagarasi流域，體長可達7.8公分，棲息在水流快速的溪流，以藻類為食，生活習性不明。

## 擴展閱讀
維基物種上的相關：隆額直口非鯽